# Miquel Ustrell i Serrabogunyà
Miquel Ustrell i Serrabogunyà (Sant Julià d'Altura, 14 de maig de 1850 - 24 de març de 1924) fou un propietari de terres i de la masia de Ca n'Ustrell, documentada des del segle xiv, on va néixer i morir.

## Biografia
Va fer els estudis primaris a casa, amb la seva mare, i els secundaris amb el rector de Sant Julià, que l'acollí com a alumne. Es dedicà sempre a l'agricultura en terres de la hisenda familiar, que millorà i augmentà comprant terres veïnes. Amb l'aparició de la fil·loxera, que anorreà les vinyes del país, encapçalà una comissió d'agricultors que adoptà el sistema aplicat al Rosselló, el de replantar la vinya amb ceps americans, resistents a la malura, i empeltar-los amb les velles varietats autòctones. Uns anys més tard va crear una agrupació per mecanitzar les feines del camp de forma col·lectiva, amb la compra comuna de maquinària agrícola. Ustrell va ser també un dels promotors de la carretera de Sabadell a Matadepera (BV-1248), que s'inaugurà el 1889. En una de les vinyes de la propietat d'Ustrell es van descobrir restes d'una necròpolis i d'un poblat romans, que van anar al Museu d'Història de Terrassa, d'on depenia Sant Julià d'Altura en aquella època.
El 27 d'octubre de 1960 Sabadell li dedicà un carrer al barri d'Hostafrancs.